# Équipe des États-Unis de soccer à la Coupe du monde 1934
L'équipe des États-Unis de football  participe à sa deuxième Coupe du monde de football en 1934. Le tournoi se déroule en Italie du 27 mai 1934 au 10 juin 1934.
Portée par l'enthousiasme et le succès de la première édition de 1930, trente-deux équipes s'inscrivent et une phase préliminaire doit être organisée. Les seize qualifiés qui en sont issus, dont les États-Unis, jouent la phase finale.
L'équipe des États-Unis est éliminée dès le premier tour par l'équipe d'Italie, pays hôte et futur champion du monde.

## Phase qualificative
Une place qualificative est attribuée à la zone Amérique du Nord-Amérique centrale-Caraïbes (actuelle CONCACAF). Quatre nations du continent s'inscrivent et se retrouvent dans le groupe 11 : Haïti, Cuba, Mexique et États-Unis.
Les qualifications se disputent en trois tours. Lors du premier tour, l'équipe cubaine affronte et élimine l'équipe haïtienne au terme de deux victoires et un match nul dans leurs trois confrontations. Le tour suivant, le Mexique entre en lice et élimine Cuba grâce à trois victoires en trois matchs.
Les États-Unis s'inscrivent tardivement et doivent jouer un match de barrage contre le Mexique qui se tient le 24 mai 1934 à Rome, soit trois jours avant le début de la Coupe du monde. L'équipe américaine bat son voisin sur un score de 4-2 grâce à un quadruplé d'Aldo Donelli alors qu'elle concède l'ouverture du score par l'intermédiaire du mexicain Manuel Alonso. Aldo Donelli loupe un pénalty à la 66e minute de jeu.

## Phase finale
Les États-Unis affrontent l'Italie, tête de série, en huitièmes de finale le 27 mai 1934 au stade Nazionale del PNF de Rome.
Menée 3-0 à la demi-heure de jeu, l'équipe américaine réduit l'écart à 3-1 par l'intermédiaire d'Aldo Donelli, mais les Italiens marquent quatre nouveaux buts; les États-Unis sont éliminés en perdant sur le score de 7-1. Les observateurs du football s'attendent à une domination des équipes d'Europe qui occupent les huit places en quart-de-finale. L'équipe américaine subit donc le même sort que les trois autres participants non européens que sont l'Argentine, le Brésil et l'Égypte, tous éliminés en huitièmes de finale.

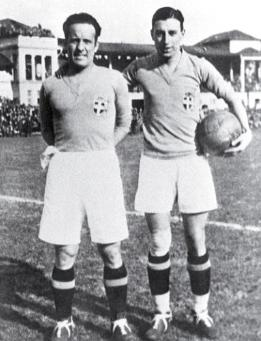
Les joueurs italiens Luis Monti et Raimundo Orsi. Orsi marquent deux buts contre les États-Unis.

## Bilan
L'équipe américaine affiche le plus mauvais bilan du tournoi avec la moins bonne attaque (un but inscrit), à égalité avec le Brésil et la Roumanie, et la deuxième moins bonne défense avec sept buts encaissés. L'Autriche et l'Allemagne ont certes respectivement concédé sept et huit buts, mais en quatre matchs joués.
L'attaquant Aldo Donelli inscrit 5 buts, phase qualificative et phase finale cumulées. Il est à égalité avec des joueurs comme le français Jean Nicolas ou le tchécoslovaque Oldřich Nejedlý, meilleur buteur de la compétition et qui inscrit ses cinq buts en phase finale. Le meilleur buteur de l'ensemble de la compétition, phases préliminaire et finale cumulées, est l'Espagnol Isidro Lángara avec neuf buts, dont deux seulement en phase finale,.

## Effectif
Le sélectionneur américain durant la Coupe du monde est David Gould. Il commande un groupe de dix-neuf joueurs qui se compose d'un gardien de but, cinq défenseurs, six milieux de terrain et sept attaquants.
George Moorhouse, Jimmy Gallagher, Billy Gonsalves et Thomas Florie participaient à l'édition précédente qui a vu l'équipe américaine atteindre les demi-finales. Thomas Florie, âgé d'environ 37 ans, est le joueur le plus vieux à disputer cette compétition.
| Nom                | Nom              | Club                         | Date de naissance | J.              | Buts            |                 |                 |                 |
| Gardiens de but    | Gardiens de but  | Gardiens de but              | Gardiens de but   | Gardiens de but | Gardiens de but | Gardiens de but | Gardiens de but | Gardiens de but |
| ------------------ | ---------------- | ---------------------------- | ----------------- | --------------- | --------------- | --------------- | --------------- | --------------- |
|                    | Julius Hjulian   | Chicago Wonderbolts          | 15.03.1903        | 1               | 0               | -               | -               | -               |
| Défenseurs         |                  |                              |                   |                 |                 |                 |                 |                 |
|                    | Al Harker        | Philadelphia German-American | 11.04.1910        | 0               | 0               | -               | -               | -               |
|                    | Ed Czerkiewicz   | Pawtucket Rangers            | 08.07.1912        | 1               | 0               | -               | -               | -               |
|                    | George Moorhouse | Philadelphia German-American | 04.05.1901        | 1               | 0               | -               | -               | -               |
|                    | Joe Martinelli   | Pawtucket Rangers            | 01.01.1916        | 0               | 0               | -               | -               | -               |
|                    | Herman Rapp      | Philadelphia German-American | 01.01.1907        | 0               | 0               | -               | -               | -               |
| Milieux de terrain |                  |                              |                   |                 |                 |                 |                 |                 |
|                    | William Lehman   | St. Louis Breweries          | 20.12.1901        | 0               | 0               | -               | -               | -               |
|                    | Bill Fiedler     | Philadelphia German-American | 10.01.1910        | 0               | 0               | -               | -               | -               |
|                    | Jimmy Gallagher  | Cleveland Slavia             | 07.06.1901        | 0               | 0               | -               | -               | -               |
|                    | Peter Pietras    | Philadelphia German-American | 21.04.1908        | 1               | 0               | -               | -               | -               |
|                    | Tom Amrhein      | Baltimore Canton             | 01.01.1911        | 0               | 0               | -               | -               | -               |
|                    | Tom Lynch        | Brookling Celtic             |                   | 0               | 0               | -               | -               | -               |
| Attaquants         |                  |                              |                   |                 |                 |                 |                 |                 |
|                    | Aldo Donelli     | Pittsburgh Curry Silver Tops | 22.07.1907        | 1               | 1               | -               | -               | -               |
|                    | William McLean   | St. Louis Breweries          | 27.01.1904        | 1               | 0               | -               | -               | -               |
|                    | Billy Gonsalves  | St. Louis Breweries          | 10.08.1908        | 1               | 0               | -               | -               | -               |
|                    | Francis Ryan     | Philadelphia German-American | 10.01.1908        | 1               | 0               | -               | -               | -               |
|                    | Walter Dick      | Fall River FC                | 20.09.1905        | 1               | 0               | -               | -               | -               |
|                    | Thomas Florie    | Pawtucket Rangers            | 06.09.1897        | 1               | 0               | -               | -               | -               |
|                    | Werner Nilsen    | St. Louis Breweries          | 24.02.1904        | 1               | 0               | -               | -               | -               |
| Sélectionneur      |                  |                              |                   |                 |                 |                 |                 |                 |
|                    | David Gould      |                              |                   |                 |                 |                 |                 |                 |